# Посольство Уругвая в России

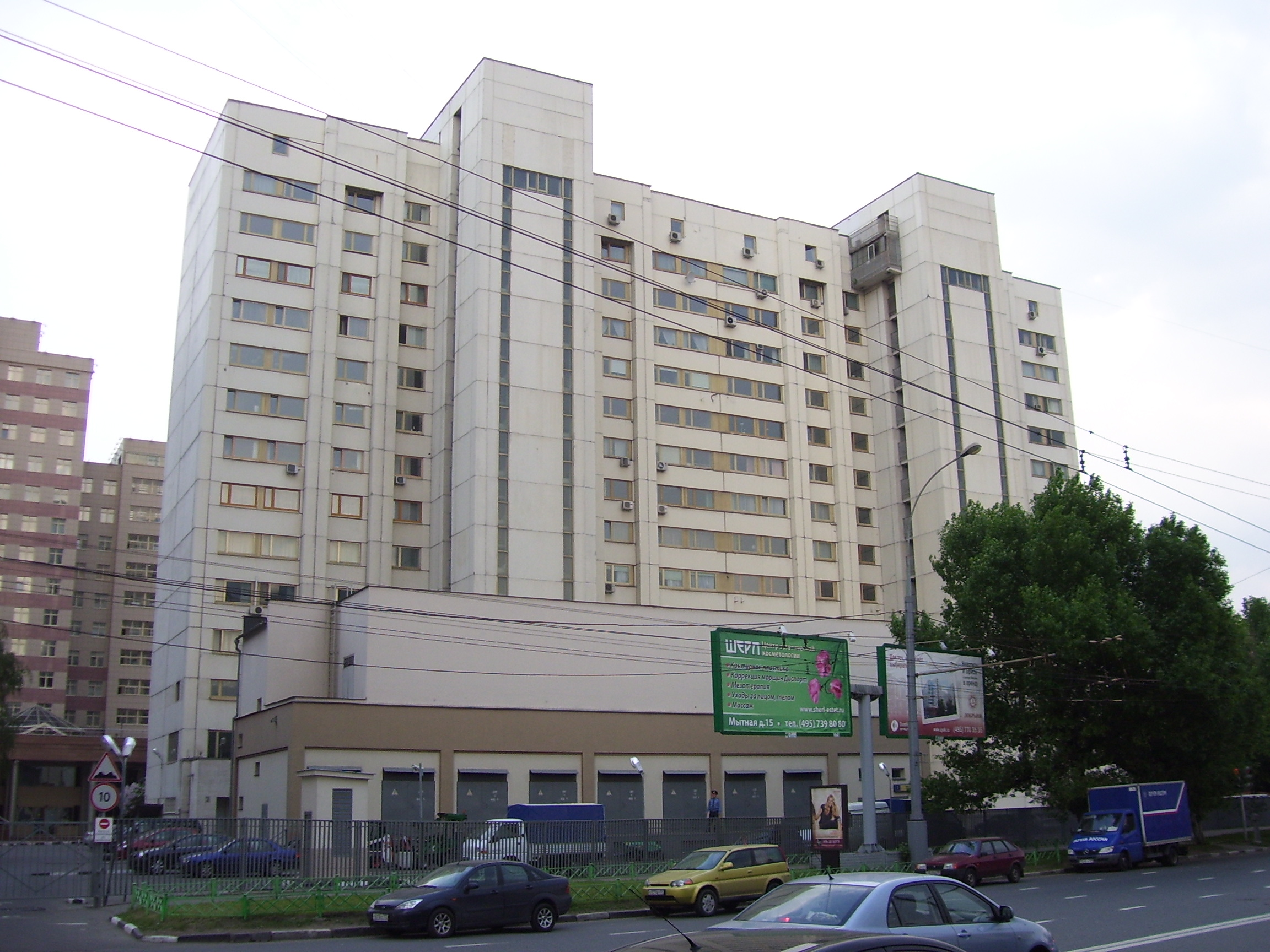
Здание, где располагается посольство Уругвая в Москве (Мытная улица, № 3).

Посольство Восточной Республики Уругвай в Российской Федерации — официальная дипломатическая миссия Уругвая в России, расположена в Москве на Якиманке на Мытной улице рядом с Калужской площадью. Дипломатические отношения между Россией и Уругваем установлены в 1857 году. Приостановлены в 1917 году, возобновлены в 1926 году. В 1935 году отношения были прерваны уругвайской стороной и затем вновь восстановлены в 1943 году.
- Адрес посольства: 119049, Москва, Мытная улица, 3, офис 16
- Посол Уругвая в Российской Федерации: Даниэль Рубен Кастильос Гомес[1]

## Отделы посольства
- Консульский отдел
- Бюро Военного Атташе
- Торгово-экономический отдел

## Послы Уругвая в России
- Эдуардо да Коста (1933—1935)
- Эмилио Фругони Кейроло (1942—1946)
- Верхилио Сампоньяро (1965—1971)
- Луис Мария де Посадас Монтеро (1971—1974)
- Хуан Педро Аместой (1982—1987)
- Хуан Хосе Реаль (1988—1995)
- Педро Дондо (1995—2001)
- Альберто Леопольдо Фахардо Клаппенбах (2001—2006)
- Хорхе Альберто Мейер Лонг (2007—2012)
- Анибаль Фернандо Кабраль Сегалерба (2012—2016)
- Энрике Хуан Дельгадо Хента (2016—2021)
- Даниэль Рубен Кастильос Гомес (с 2021)